# Ведомости Верховной Рады Украины
Ведомости Верховной Рады Украины (укр. Відомості Верховної Ради України) — официальное печатное издание (нормативный бюллетень) Верховной Рады Украины, в котором осуществляется официальная публикация законов Украины, постановлений Верховной Рады Украины, других официальных актов парламента, а также изменений в административно-территориальном делении Украины.
Журнал выходил с февраля 1941 года под названием «Ведомости Верховного Совета Украинской ССР» (укр. Відомості Верховної Ради Української PCP). С 1991 года название изменено на современное.
Еженедельник выходил тиражом около 17000 экземпляров на украинском и русском языках. С 1 января 2016 года выходит только на украинском языке.